# Ostflämisch

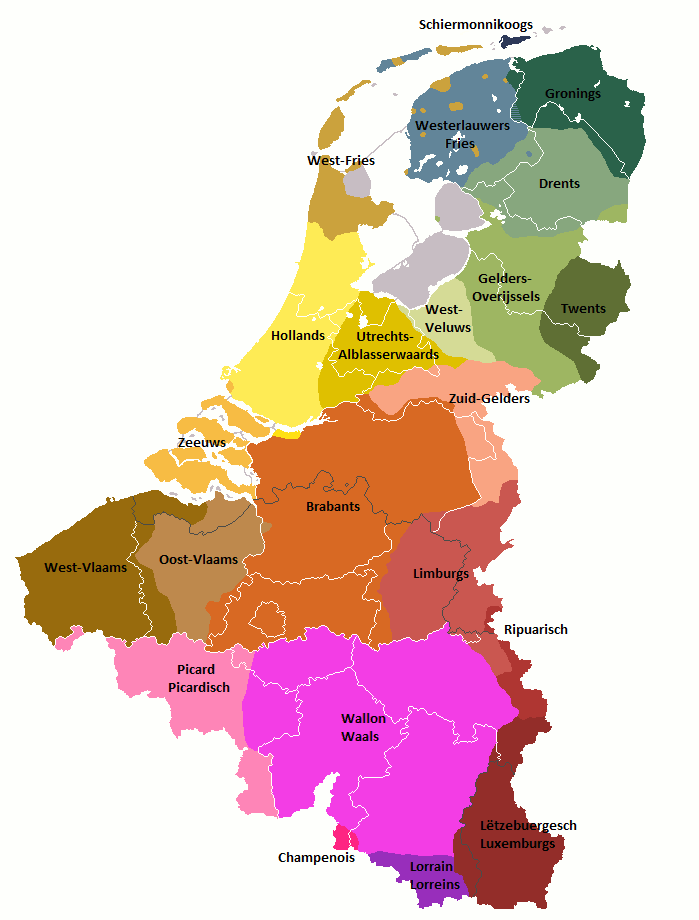
Die Sprachen in Benelux, links in Brauntönen West- und Ostflämisch

Das  Ostflämische  ist eine Dialektgruppe des Niederländischen, die in der belgischen Provinz Ostflandern, im östlichen Teil von Zeeuws-Vlaanderen in der niederländischen Provinz Zeeland, sowie in einem Streifen im Osten von Westflandern gesprochen. Bekannte Städte im Dialektgebiet sind Aalst, Beveren, Deinze, Eeklo, Gent, Geraardsbergen, Hulst, Lokeren, Ninove, Oudenaarde, Ronse, Sint-Niklaas, Wetteren und Zottegem.
Es wurde gemessen, dass es die schnellstgesprochene Sprache in Flandern ist, dicht gefolgt vom Westflämischen. Der Unterschied ist jedoch nur unbedeutend.

## Einordnung
Die Dialekte im (Nord)westen von Ostflandern ähneln dem Westflämischen, die von Denderstreek und dem Osten von Waasland mehr dem Brabantischen.
Manchmal wird Ost-Flämisch als ein Übergang zwischen Westflämisch und Brabantisch bezeichnet. Auch in der Sprachwissenschaft wird es manchmal, zusammen mit West-, Französisch- und Seeländisch-Flämisch zur flämischen Dialektgruppe gezählt, manchmal zur brabantisch-ostflämischen Gruppe. 

## Entwicklung
Sprachhistorische Untersuchungen haben ergeben, dass West- und Ostflämisch bis ins 16. Jahrhundert viele Gemeinsamkeiten hatten, aber seitdem entwickelten sich die Dialekte durch brabantische Einflüsse auseinander. Auffällig ist, dass sich der Dialekt von Gent stark von der Sprache der umliegenden Gemeinden unterscheidet, stärker als das beispielsweise entsprechend bei Brügge oder Antwerpen der Fall ist. Auffällig sind auch Gemeinsamkeiten zwischen den Dialekten von Gent und von Ronse, die möglicherweise eine gleiche Entwicklung mitmachten. Das charakteristische „r“ hat sich höchstwahrscheinlich aus dem Französischen entwickelt, das lange Zeit in beiden Städten die vornehmste Sprache der Elite war. Wie alle flämischen Regionalsprachen, wurde auch das Ostflämische von außen beeinflusst, zum Beispiel von Spaniern, Österreichern und Franzosen. Durch die „verfranzösischte“ flämische Elite des 19. und frühen 20. Jahrhunderts wurden viele französische Ausdrücke aufgenommen.

## Wörterbuch
Im Jahr 2005 erschien ein etymologisches Wörterbuch des Ostflämischen, geschrieben von dem westflämischen Dialektkenner Frans Debrabandere.

## Lied
Ein bekanntes Lied auf Ostflämisch ist De wilde boerndochtere von Ivan Heylen.